# Porcellanella
Porcellanella White, 1851 è un genere di crostacei decapodi della famiglia Porcellanidae.

## Descrizione

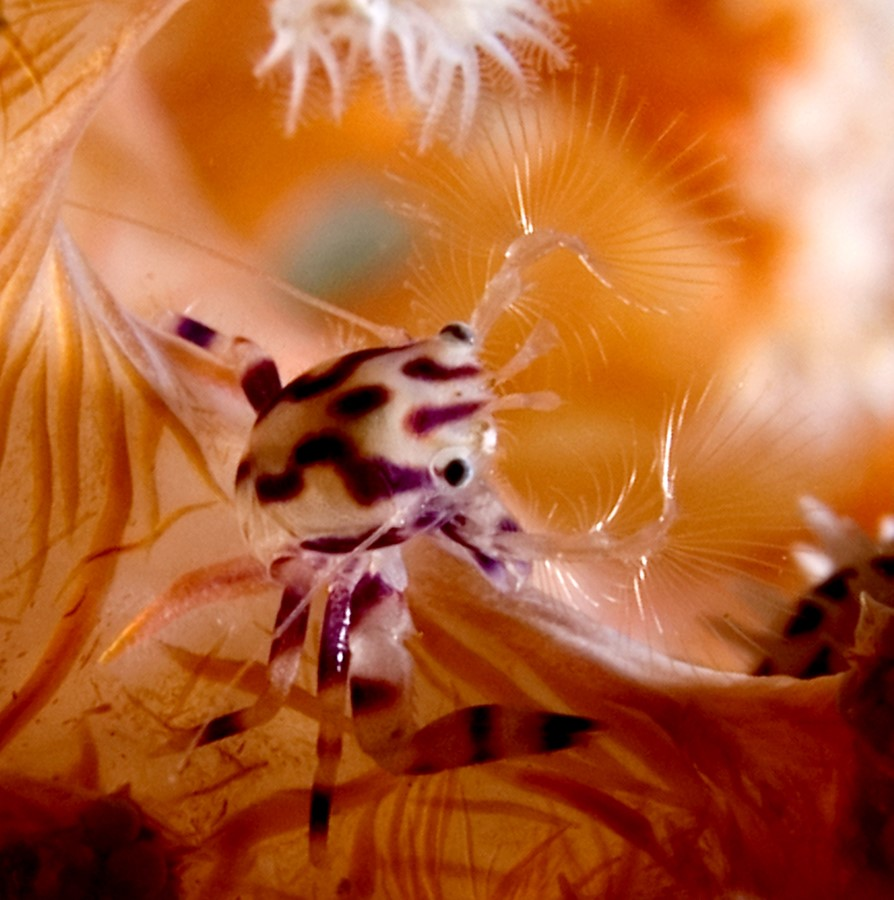
Porcellanella triloba

Il genere comprende due specie di decapodi di piccole dimensioni (10-12 mm), con carapace leggermente convesso. Il terzo paio di massilipedi è trasformato in una struttura a forma di ventaglio, dotata di lunghe setole, che viene utilizzata per filtrare il plancton.

## Biologia
Sono organismi filtratori, che si nutrono di plancton.
Sono commensali obbligati degli ottocoralli dell'ordine Pennatulacea, sulle cui colonie trovano ospitalità. 

## Tassonomia
Il genere comprende due specie:
- Porcellanella haigae Sankarankutty, 1963
- Porcellanella triloba White, 1851